# Verbano-Cusio-Ossola (provins)
Provinsen Verbano-Cusio-Ossola (it. Provincia del Verbano-Cusio-Ossola) er en provins i regionen Piemonte i det nordlige Italien. Verbania er provinsens hovedby.
Der var 159.040 indbyggere ved folketællingen i 2001.

## Geografi
Provinsen Verbano-Cusio-Ossola grænser til:
- i vest, nord og øst mod Schweiz (kantonerne Ticino og Wallis),
- i øst mod Lombardiet (provinsen Varese) og
- i syd mod provinserne Novara og Vercelli.

45°56′N 8°32′Ø / 45.93°N 8.53°Ø